# Sergey Krushevskiy
Sergey Krushevskiy (auch Sergei Kruschewski; * 19. Mai 1976 in Taschkent) ist ein usbekischer Straßenradrennfahrer.
Sergey Krushevskiy gewann 2001 zwei Etappen bei der Vuelta Ciclista a Navarra. Ende des Jahres fuhr er für das französische Radsportteam Saint-Quentin–Oktos als Stagiaire und bekam für die folgende Saison einen Profivertrag. In seinem ersten Jahr dort gewann er die Tour de la Somme und er wurde usbekischer Meister im Zeitfahren. Außerdem wurde er Asienmeister im Straßenrennen und bei den Asienspielen in Busan gewann er die Goldmedaille im Straßenrennen und Bronze im Zeitfahren. 2003 wurde Krushevskiy nationaler Meister im Zeitfahren und im Straßenrennen. In der Saison 2004 gewann er erneut die Tour de la Somme.

## Erfolge
2001
- zwei Etappen Vuelta Ciclista a Navarra

2002
- Usbekischer Meister – Einzelzeitfahren
- Tour de la Somme
- Asienspiele – Straßenrennen

2003
- Usbekischer Meister – Einzelzeitfahren
- Usbekischer Meister – Straßenrennen

2004
- Tour de la Somme

## Teams
- 2001 Saint-Quentin–Oktos (Stagiaire)
- 2002 Saint-Quentin–Oktos
- 2003 MBK–Oktos
- 2004 Oktos–Saint-Quentin